# Steve Rasnic Tem
Steve Rasnic Tem, né le 14 septembre 1950 à Jonesville en Virginie, est un écrivain américain spécialisé dans la nouvelle et dans les genres de la fantasy et de l'horreur.

## Biographie
Il a fait ses études à l'Institut polytechnique et Université d'État de Virginie et à la Virginia Commonwealth University. Il s'est installé dans le Colorado en 1974. Il est marié à Melanie Kubachko et le couple a pris le nom de famille commun de Tem.  Steve a rencontré sa futur épouse lors d'un atelier d'écriture. Ils ont eu quatre enfants. Steve et Mélanie sont restés mariés pendant 35 ans jusqu'à son décès en 2015.
Il a remporté plusieurs prix littéraires importants, notamment le prix British Fantasy 1988 de la meilleure nouvelle pour Leaks, le prix World Fantasy du meilleur roman court 2001 pour The Man on the Ceiling, et le prix Bram Stoker de la meilleure nouvelle longue 2000 et 2001 pour The Man on the Ceiling et In These Final Days of Sales.

## Œuvres

### Romans
- (en) Excavation, 1986
- (en) Daughters, 2001Écrit avec Melanie Tem.
- (en) The Book of Days, 2002
- (en) Deadfall Hotel, 2012
- (en) Blood Kin, 2014Prix Bram Stoker du meilleur roman 2014
- (en) Ubo, 2017

### Recueils de nouvelles
- (en) Decoded Mirrors: Three Tales After Lovecraft, 1978
- (en) Fairytales, 1985
- (en) Absences: Charlie Goode's Ghosts, 1991
- (en) Celestial Inventory, 1991
- (en) Beautiful Stranger, 1992Écrit avec Melanie Tem.
- (en) City Fishing, 2000
- (en) The Far Side of the Lake, 2001
- (en) The Hydrocephalic Ward, 2003, poèmes
- (en) In Concert, 2010Écrit avec Melanie Tem.
- (en) Onion Songs, 2013
- (en) Celestial Inventories, 2013
- (en) Twember, 2013
- (en) Here with the Shadows, 2014
- (en) Out of the Dark, 2016
- (en) Figures Unseen: Selected Stories, 2018
- (en) The Harvest Child and Other Fantasies, 2018
- (en) Everything Is Fine Now, 2019
- (en) The Night Doctor and Other Tales, 2019